# Список губернаторов Индианы

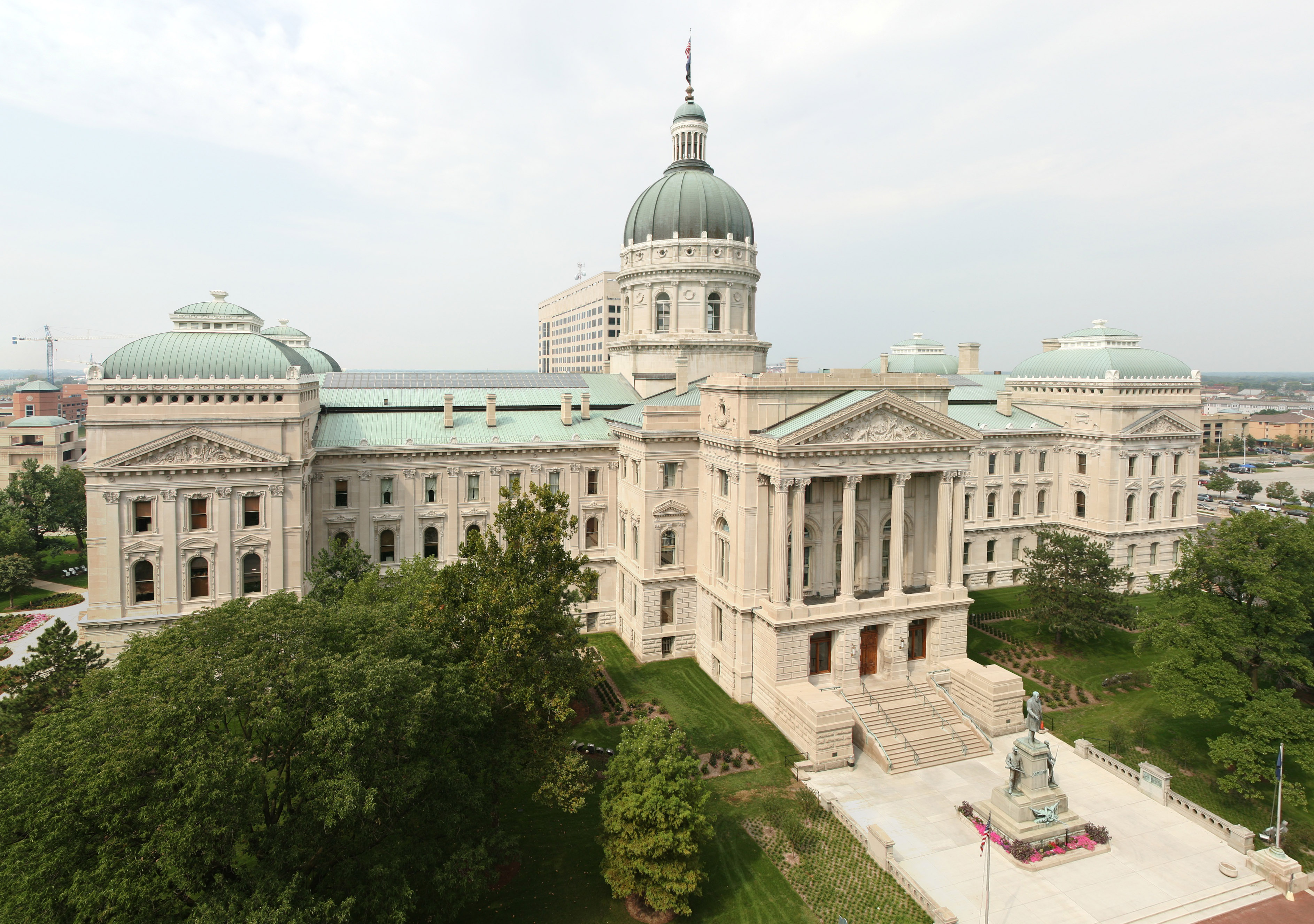
Капитолий штата Индиана в Индианаполисе, в котором размещается офис губернатора.

Губернатор Индианы — глава исполнительной власти данного штата и главнокомандующий вооружёнными силами штата. Губернатор обеспечивает соблюдение законов штата, имеет право созывать Генеральную Ассамблею Индианы, одобрять законы, принятые Ассамблеей, или накладывать на них вето, а также осуществлять помилование, кроме дел о государственной измене или отрешении от должности.
За то время, пока существовала Территория Индиана, на посту её губернатора, назначаемого Президентом США, сменилось два человека. После принятия Индианы в состав США в качестве штата в 1816 году до настоящего времени должность губернатора занимали 49 человек, прослуживших 51 отдельный срок; Айзек Грэй и Генри Шрикер — единственные губернаторы, занимавшие должность по два не следовавших подряд срока. Дольше всех прослужили Отис Бауен и Эван Бай — по 8 лет и 4 дня каждый; территориальный губернатор Уильям Генри Гаррисон занимал должность более 12 лет. Самое короткое время службы было у Генри Смита Лэйна, который подал в отставку через два дня после избрания ради места в Сенате США.

## Губернаторы
Земля, на которой была образована Индиана, перешла к США после Войны за независимость. Регион первоначально был включён в состав Северо-Западной территории, состоявшей из всех земель севера США и западного берега реки Огайо. В 1800 году была образована территория Индиана путём отделения от Северо-Западной территории.
Список губернаторов Северо-Западной территории до образования территории Индиана см. здесь.

### Губернаторы территории Индиана
Территория Индиана была образована 4 июля 1800 года и включала в себя территории следующих современных штатов: Индиана, Иллинойс, Висконсин и часть Мичигана и Миннесоты. 30 июня 1805 года из неё была выделена территория Мичиган, а затем, 1 марта 1809 года,— территория Иллинойс, после чего территория Индиана приобрела свои окончательные границы. C 1 октября 1804 года по 4 июля 1805 округ Луизиана находился под юрисдикцией территории Индиана.
| # | Портрет          | Имя                             | Вступил в должность | Покинул должность | Время службы (дней) | Кем назначен   |
| - | ---------------- | ------------------------------- | ------------------- | ----------------- | ------------------- | -------------- |
| 1 |                  | Уильям Генри Гаррисон 1773—1841 | 10 января 1801      | 28 декабря 1812   | 4612                | Джон Адамс     |
| 1 | Томас Джефферсон | Уильям Генри Гаррисон 1773—1841 | 10 января 1801      | 28 декабря 1812   | 4612                |                |
| 1 | Джеймс Мэдисон   | Уильям Генри Гаррисон 1773—1841 | 10 января 1801      | 28 декабря 1812   | 4612                |                |
| — |                  | Джон Гибсон 1740—1822           | 28 декабря 1812     | 3 марта 1813      | 65                  | И. о.          |
| 2 |                  | Томас Пози 1750—1818            | 3 марта 1813        | 7 ноября 1816     | 1345                | Джеймс Мэдисон |

### Губернаторы штата Индиана
11 декабря 1816 года Индиана была принята в состав США. Первоначальная Конституция Индианы 1816 года предусматривала выборы губернатора и вице-губернатора каждые три года. Вторая действующая конституция 1851 года увеличила время службы этих чиновников с трёх до четырёх лет и перенесла дату начала периода полномочий губернатора на второй понедельник в январе следующего после выборов года. Губернаторам разрешалось служить по одному сроку каждые 8 лет, но принятая в 1972 году поправка к конституции штата позволила им служить по два срока каждые 12 лет. Если должность губернатора станет вакантной, вице-губернатор станет губернатором; таким образом губернаторами стали девять вице-губернаторов. Если вакантной станет должность вице-губернатора, губернатором станет временный президент Сената Индианы; это произошло один раз, когда Джеймс Рей перенял полномочия Уильяма Хендрикса.
 Демократическо-республиканская партия (3) 
 Демократическая партия (21) 
 Независимый (1) 
 Республиканская партия (21) 
 Партия вигов (3) 
| #  | Портрет                 | Губернатор | Губернатор                        | Вступил в должность | Покинул должность | Вице-губернатор                   | Сроков |
| -- | ----------------------- | ---------- | --------------------------------- | ------------------- | ----------------- | --------------------------------- | ------ |
| 1  |                         |            | Джонатан Дженнингс 1784—1834      | 7 ноября 1816       | 12 сентября 1822  | Кристофер Гаррисон 1780-1868      | 1+1⁄2  |
| 1  | Ретлиф Бун 1781—1844    |            | Джонатан Дженнингс 1784—1834      | 7 ноября 1816       | 12 сентября 1822  |                                   | 1+1⁄2  |
| 2  |                         |            | Ретлиф Бун 1781—1844              | 12 сентября 1822    | 5 декабря 1822    | Должность вакантна                | 1⁄2    |
| 3  |                         |            | Уильям Хендрикс 1782—1850         | 5 декабря 1822      | 12 февраля 1825   | Ретлиф Бун 1781—1844              | 1⁄2    |
| 4  |                         |            | Джеймс Рей 1794—1848              | 12 февраля 1825     | 7 декабря 1831    | Джон Томпсон 1799-1859            | 2+1⁄2  |
| 4  | Милтон Стапп            |            | Джеймс Рей 1794—1848              | 12 февраля 1825     | 7 декабря 1831    |                                   | 2+1⁄2  |
| 5  |                         |            | Ной Нобл 1794—1844                | 7 декабря 1831      | 6 декабря 1837    | Дэвид Уоллес 1799—1859            | 2      |
| 6  |                         |            | Дэвид Уоллес 1799—1859            | 6 декабря 1837      | 9 декабря 1840    | Дэвид Хиллис                      | 1      |
| 7  |                         |            | Семьюел Биггер 1802—1846          | 9 декабря 1840      | 6 декабря 1843    | Семьюэл Холл                      | 1      |
| 8  |                         |            | Джеймс Уиткомб 1795—1852          | 6 декабря 1843      | 26 декабря 1848   | Джесс Брайт 1812-1875             | 1⁄2    |
| 8  | Перис Даннинг 1806—1884 |            | Джеймс Уиткомб 1795—1852          | 6 декабря 1843      | 26 декабря 1848   |                                   | 1⁄2    |
| 9  |                         |            | Перис Даннинг 1806—1884           | 26 декабря 1848     | 5 декабря 1849    | Должность вакантна                | 1⁄2    |
| 10 |                         |            | Джозеф Райт 1810—1866             | 5 декабря 1849      | 12 января 1857    | Джеймс Лейн                       | 2      |
| 10 | Эшбел Уиллард 1820—1860 |            | Джозеф Райт 1810—1866             | 5 декабря 1849      | 12 января 1857    |                                   | 2      |
| 11 |                         |            | Эшбел Уиллард 1820—1860           | 12 января 1857      | 4 октября 1860    | Авраам Хеммонд 1814—1874          | 1⁄2    |
| 12 |                         |            | Авраам Хеммонд 1814—1874          | 4 октября 1860      | 14 января 1861    | Должность вакантна                | 1⁄2    |
| 13 |                         |            | Генри Смит Лэйн 1811—1881         | 14 января 1861      | 16 января 1861    | Оливер Мортон 1823—1877           | 1⁄2    |
| 14 |                         |            | Оливер Мортон 1823—1877           | 16 января 1861      | 23 января 1867    | Конрад Бейкер 1817—1885           | 3      |
| 15 |                         |            | Конрад Бейкер 1817—1885           | 23 января 1867      | 13 января 1873    | Уилл Камбек 1829-1905             | 1⁄2    |
| 16 |                         |            | Томас Хендрикс 1819—1885          | 13 января 1873      | 8 января 1877     | Лионайдес Секстон 1827-1880       | 1      |
| 17 |                         |            | Джеймс Уильямс 1808—1880          | 8 января 1877       | 20 ноября 1880    | Айзек Грэй 1828—1895              | 1⁄2    |
| 18 |                         |            | Айзек Грэй 1828—1895              | 20 ноября 1880      | 10 января 1881    | Должность вакантна                | 1⁄2    |
| 19 |                         |            | Альберт Портер 1824—1897          | 10 января 1881      | 12 января 1885    | Томас Hanna                       | 1      |
| 20 |                         |            | Айзек Грэй 1828—1895              | 12 января 1885      | 14 января 1889    | Мейлон Дикерсон Менсон 1820-1895  | 1      |
| 21 |                         |            | Олвин Хави 1821—1891              | 14 января 1889      | 23 ноября 1891    | Айра Джой Чейз 1834—1895          | 1⁄2    |
| 22 |                         |            | Айра Джой Чейз 1834—1895          | 23 ноября 1891      | 9 января 1893     | Должность вакантна                | 1⁄2    |
| 23 |                         |            | Клод Меттьюз 1845—1898            | 9 января 1893       | 11 января 1897    | Мортимер Най                      | 1      |
| 24 |                         |            | Джеймс Маунт 1843—1901            | 11 января 1897      | 14 января 1901    | Уильям Хаггард                    | 1      |
| 25 |                         |            | Уинфилд Дёрбин 1847—1928          | 14 января 1901      | 9 января 1905     | Ньютон Гилберт 1862-1939          | 1      |
| 26 |                         |            | Фрэнк Хэнли 1863—1920             | 9 января 1905       | 11 января 1909    | Хью Томас Миллер                  | 1      |
| 27 |                         |            | Томас Маршалл 1854—1925           | 11 января 1909      | 13 января 1913    | Фрэнк Холл                        | 1      |
| 28 |                         |            | Семьюэл Рельстон 1857—1925        | 13 января 1913      | 8 января 1917     | Уильям О’Нилл                     | 1      |
| 29 |                         |            | Джеймс Гудрич 1864—1940           | 8 января 1917       | 10 января 1921    | Эдгар Буш                         | 1      |
| 30 |                         |            | Уоррен Маккрей 1865—1938          | 10 января 1921      | 30 апреля 1924    | Эмметт Форрест Бранч 1874—1932    | 1⁄2    |
| 31 |                         |            | Эмметт Форрест Бранч 1874—1932    | 30 апреля 1924      | 12 января 1925    | Должность вакантна                | 1⁄2    |
| 32 |                         |            | Эдвард Джексон 1873—1954          | 12 января 1925      | 14 января 1929    | Ф. Харольд Ван Ормен              | 1      |
| 33 |                         |            | Гарри Лесли 1878—1937             | 14 января 1929      | 9 января 1933     | Эдгар Буш                         | 1      |
| 34 |                         |            | Пол Макнатт 1891—1955             | 9 января 1933       | 11 января 1937    | Морис Клиффорд Таунсенд 1884—1954 | 1      |
| 35 |                         |            | Морис Клиффорд Таунсенд 1884—1954 | 11 января 1937      | 13 января 1941    | Генри Шрикер 1883—1966            | 1      |
| 36 |                         |            | Генри Шрикер 1883—1966            | 13 января 1941      | 8 января 1945     | Чарльз Доусон                     | 1      |
| 37 |                         |            | Ральф Гейтс 1893—1978             | 8 января 1945       | 10 января 1949    | Ричард Джеймс                     | 1      |
| 38 |                         |            | Генри Шрикер 1883—1966            | 10 января 1949      | 12 января 1953    | Джон Уоткинс                      | 1      |
| 38 | Рю Александер           |            | Генри Шрикер 1883—1966            | 10 января 1949      | 12 января 1953    |                                   | 1      |
| 39 |                         |            | Джордж Крейг 1909—1992            | 12 января 1953      | 14 января 1957    | Херолд Хендли 1909—1972           | 1      |
| 40 |                         |            | Херолд Хендли 1909—1972           | 14 января 1957      | 9 января 1961     | Кроуфорд Паркер                   | 1      |
| 41 |                         |            | Меттью Уэлш 1912—1995             | 9 января 1961       | 11 января 1965    | Ричард Райстин                    | 1      |
| 42 |                         |            | Роджер Бренигин 1902—1975         | 11 января 1965      | 13 января 1969    | Роберт Рок 1927-2013              | 1      |
| 43 |                         |            | Эдгар Уиткомб 1917—2016           | 13 января 1969      | 8 января 1973     | Ричард Фольц                      | 1      |
| 44 |                         |            | Отис Бауен 1918—2013              | 8 января 1973       | 12 января 1981    | Роберт Орр 1917—2004              | 2      |
| 45 |                         |            | Роберт Орр 1917—2004              | 12 января 1981      | 9 января 1989     | Матц, Джон Мэсси род. 1935        | 2      |
| 46 |                         |            | Эван Бай род. 1955                | 9 января 1989       | 13 января 1997    | Фрэнк О'Бэннон 1930—2003          | 2      |
| 47 |                         |            | Фрэнк О'Бэннон 1930—2003          | 13 января 1997      | 13 сентября 2003  | Джо Кёрнен 1946—2020              | 1+1⁄2  |
| 48 |                         |            | Джо Кёрнен 1946—2020              | 13 сентября 2003    | 10 января 2005    | Кейти Дэвис род. 1956             | 1⁄2    |
| 49 |                         |            | Митч Дэниелс род. 1949            | 10 января 2005      | 14 января 2013    | Бекки Скиллмен род. 1950          | 2      |
| 50 |                         |            | Майк Пенс род. 1959               | 14 января 2013      | 9 января 2017     | Сью Эльсперманн                   | 1      |
| 51 |                         |            | Эрик Холкомб род.1968             | 9 января 2017       | 13 января 2025    | Сьюзан Крауч                      | 2      |
| 52 |                         |            | Майкл Браун род.1954              | 13 января 2025      | действующий       | Мика Беквит                       | 1      |

### Федеральные должности губернаторов
В данной таблице перечисляются места в Конгрессе и другие должности федерального уровня, занимаемые губернаторами Индианы. Все представители и сенаторы представляли штат Индиана, если не указано иное.
* Должности, ради которых губернатор подал в отставку.
^ Должности, с которых будущий губернатор подал в отставку для вступления в должность губернатора.
| Имя                   | Губ. ср.  | Конгресс             | Конгресс              | Иные должности | Ист.          |
| Имя                   | Губ. ср.  | Палата               | Сенаторы              | Иные должности | Ист.          |
| --------------------- | --------- | -------------------- | --------------------- | --- | ------------- |
| Уильям Генри Гаррисон | 1801—1812 |                      |                       | Делегат Континентального конгресса от Северо-Западной территории (1799—1800)^, представитель (1816—1819) и сенатор (1825—1828) от штата Огайо, Посол США в Колумбии (1828—1829), Президент США (1841) | [ 16 ] [ 17 ] |
| Томас Пози            | 1813—1816 |                      |                       | Сенатор США от Луизианы (1812—1813) | [ 18 ] [ 19 ] |
| Джонатан Дженнингс    | 1816—1822 | 1822—1831*           |                       | Делегат от территории Индиана (1809—1816) | [ 20 ] [ 21 ] |
| Ретлиф Бун            | 1822      | 1825—1827; 1829—1839 |                       | | [ 22 ]        |
| Уильям Хендрикс       | 1822—1825 | 1816—1822^           | 1825—1829; 1829—1837* | | [ 23 ]        |
| Дэвид Уоллес          | 1837—1840 | 1841—1843            |                       | | [ 24 ]        |
| Джеймс Уиткомб        | 1843—1848 |                      | 1849—1852*            | | [ 25 ]        |
| Джозеф Райт           | 1849—1857 | 1843—1845            | 1862—1863             | Посол США в Пруссии (1857—1861, 1865—1867) | [ 26 ] [ 27 ] |
| Генри Смит Лэйн       | 1861      | 1840—1843            | 1861—1867*            | | [ 28 ]        |
| Оливер Мортон         | 1861—1867 |                      | 1867—1877*            | | [ 29 ]        |
| Томас Хендрик         | 1873—1877 | 1851—1855            | 1863—1869             | Вице-президент США (1885) | [ 30 ]        |
| Джеймс Уильямс        | 1877—1880 | 1875—1876^           |                       | | [ 31 ]        |
| Альберт Портер        | 1881—1885 | 1859—1863            |                       | Посол США в Италии (1889—1892) | [ 32 ]        |
| Олвин Хави            | 1888—1891 | 1887—1889^           |                       | Посол США в Перу (1865—1870) | [ 33 ]        |
| Фрэнк Хэнли           | 1905—1909 | 1895—1997            |                       | | [ 34 ]        |
| Томас Маршалл         | 1909—1913 |                      |                       | Вице-президент США (1913—1921) | [ 35 ]        |
| Семьюэл Рельстон      | 1913—1917 |                      | 1923—1925             | | [ 36 ]        |
| Пол Макнатт           | 1933—1937 |                      |                       | Высокий комиссионер США на Филиппинах (1937—1939), Посол США на Филиппинах (1946—1947) | [ 37 ]        |
| Отис Бауен            | 1973—1981 |                      |                       | Министр здравоохранения и социальных служб США (1985—1989) | [ 38 ]        |
| Роберт Орр            | 1981—1989 |                      |                       | Посол США в Сингапуре (1989—1992) | [ 39 ]        |
| Эван Бай              | 1989—1997 |                      | 1999—2011             | | [ 40 ]        |
| Митч Дэниелс          | 2005—2013 |                      |                       | Директор Административно-бюджетного управления США (2001—2003) | [ 41 ]        |
| Майк Пенс             | 2013—2017 | 2003—2013            |                       | Вице-президент США (2017—2021) |               |
| Эрик Холкомб          | с 2017    |                      |                       | |               |

### Должности губернаторов уровня штата
| Имя                   | Губ. ср.  | Должность                                                        | Ист.   |
| --------------------- | --------- | ---------------------------------------------------------------- | ------ |
| Уильям Генри Гаррисон | 1801—1812 | Секретарь Северо-Западной территории                             | [ 17 ] |
| Томас Пози            | 1813—1816 | 3-й вице-губернатор Кентукки (1806—1808), спикер Сената Кентукки | [ 19 ] |
| Уильям Хендрикс       | 1822—1825 | Депутат законодательного собрания территории Индиана (1813—1816) | [ 23 ] |

### Комментарии
1. ↑  Джон Гибсон также иногда упоминается как второй губернатор территории Индиана. Фактически он лишь исполнял обязанности губернатора территории в периоды отсутствия губернатора Уильяма Генри Гаррисона[7].
2. ↑  Вице-губернаторы, исполнявшие обязанности губернатора, не перечисляются. Каждый вице-губернатор представлял ту же партию, что и соответствующий ему губернатор.
3. ↑  Неполные сроки некоторых губернаторов не следует понимать буквально; они призваны обозначить одиночные сроки, в течение которых работало по несколько губернаторов по различным обстоятельствам (отставка, уход из жизни и др.). До 1851 года период полномочий губернатора был равен трём годам, а после 1851 — четырём.
4. ↑  Кристофер Гаррисон[англ.] исполнял обязанности губернатора в течение трёх месяцев 1819 года, пока Дженнингс вёл переговоры с племенами индейцев
5. ↑  Подал в отставку ради полученного на выборах места в Палате представителей.
6. 1 2 3 4 5 6 7 8 9  Будучи вице-губернатором, исполнял обязанности губернатора после отставки последнего до конца его срока.
7. 1 2 3 4  Подал в отставку ради полученного на выборах места в Сенате.
8. ↑  Будучи временным президентом Сената Индианы[англ.], исполнял обязанности Рея после отставки последнего до конца его срока.
9. ↑  Губернатор Рей — самый молодой гражданин США, избравшийся на должность губернатора (в 31 год).
10. 1 2 3 4  Умер в должности.
11. ↑  Конрад Бейкер также исполнял обязанности губернатора в течение пяти месяцев в период полномочий губернатора Мортона, так как он был вице-губернатором, когда Мортон перенес инсульт и передал ему полномочия исполнительной власти[14].
12. ↑  Подал в отставку после того, как был признан виновным в почтовом мошенничестве и отбыл три года лишения свободы в тюрьме, пока не был помилован Президентом Гербертом Гувером в 1927 году[15].
13. ↑  Второй срок Холкомба истекает 13 января 2025 года; он не может претендовать на переизбрание в 2024 году из-за ограничения по числу сроков.

#### Общие ссылки
- Funk, Arville L. A Sketchbook of Indiana History (неопр.). — Rochester, Indiana: Christian Book Press, 1969, revised 1983.
- Indiana Historical Bureau. Lieutenant Governors (англ.). State of Indiana. Дата обращения: 27 мая 2008. Архивировано 25 мая 2013 года.
- Indiana Governors (англ.). Ассоциация губернаторов США. Дата обращения: 6 декабря 2008. Архивировано из оригинала 29 июня 2011 года.
- McLauchlan, William P. The Indiana State Constitution (неопр.). — Greenwood Publishing Group, 1996. — ISBN 0-313-29208-6.
- Previous Governors (англ.). State of Indiana. Дата обращения: 6 декабря 2008. Архивировано 21 октября 2012 года.
- Woollen, William Wesley. Biographical and Historical Sketches of Early Indiana (англ.). — Ayer Publishing, 1975. — ISBN 0-405-06896-4.

#### Конституции штата
- Constitution of the State of Indiana (англ.). Indiana Legislature. Дата обращения: 8 декабря 2008. Архивировано 25 мая 2013 года.
- 1816 Constitution of the State of Indiana (англ.). State of Indian. Дата обращения: 13 июля 2010. Архивировано 25 мая 2013 года.
- 1851 Constitution of the State of Indiana (англ.). Indiana Historical Bureau. Дата обращения: 8 декабря 2008. Архивировано 25 мая 2013 года.